# Helena Koch
Helena Koch (geboren am 4. März 1989 in Põlva) ist eine estnische Kinderbuchautorin und Literaturkritikerin. Koch debütierte 2018 in der Kinderzeitschrift Täheke und hat auch in der Kinderzeitschrift Hea Laps Geschichten veröffentlicht. Seit 2020 veröffentlicht Koch Buchrezensionen in der estnischen Tageszeitung Postimees.

## Leben
Koch schloss 2012 ihr Studium der Literatur- und Theaterwissenschaften an der Universität Tartu ab und erwarb 2015 ihren Masterabschluss in Europäischen Literaturen an der Humboldt-Universität zu Berlin. Weitere Literaturkurse belegte sie an der Freien Universität Berlin, der Universität Konstanz und der Drakadeemia in Estland.

## Bibliographie
- Jussi sussid. Koolibri 2024 (Illustrationen Catherine Zarip), ISBN 9789985054727
- Pungivana ja teisi jõulujutte. Koolibri 2023 (Illustrationen Stella Salumaa) ISBN 9789985052341
- Kartuli kuningriik. 2021 (Illustrationen Anne Pikkov)
  - Lettisch: Kartupeļa karaļvalsts, ins Lettische übersetzt von Maima Grinberga, Liels un mazs 2023, ISBN 978-9934-574-96-2[2]
  - Finnisch: Perunan kuningaskunta,  übersetzt von Anja Salokannel, Kumma Kustannus 2022[3]
- Kõhu mäss. Tammerraamat 2020 (Illustrationen Priit Pärn, Olga Pärn, Märt Rudolf Pärn), ISBN 9789949690459
- Loomaaed lasteaias. Päike ja Pilv 2019 (Illustrationen Sirly Oder) ISBN 9789949728589

## Preise
- 2022: Das gute Kinderbuch 2021 (Kartuli kuningriik)
- 2021: 5 schönste estnische Kinderbücher (Kartuli kuningriik)
- 2020: 25 schönste estnische Bücher (Kõhu mäss)